# Michael Kelsch
Michael Kelsch (* 11. Mai 1693 in Nürnberg; † 25. Dezember 1742 in Altdorf bei Nürnberg) war ein deutscher Philosoph, Mathematiker und Astronom.

## Leben
Kelsch war Sohn des Kupferschmieds Johann Kelsch. Er absolvierte die Nürnberger Lorenzschule und erhielt zugleich Privatunterricht sowie von Johann Carl Freund (1658–1732) Unterricht in Instrumental- und Vokalmusik. 1713 wurde er an der Universität Altdorf immatrikuliert, ohne zuvor das Nürnberger Gymnasium durchlaufen zu haben. Er begann ein Studium der Rechtswissenschaft, Philosophie und Mathematik. 1714 wechselte er an die Universität Halle, kehrte jedoch 1717 nach Altdorf zurück, wo er am 13. Juni 1720 den Magistergrad erhielt. Er habilitierte sich im September 1720 zum Dozenten der Philosophie und Mathematik in Altdorf. Seine Versuche, eine feste Anstellung zu erhalten, scheiterten zunächst, so erhielt er weder die Stelle als Kantor in Lauf noch 1728 einen Lehrstuhl an der Universität Marburg. Er widmete sich in dieser Zeit außerdem einem Studium der Botanik und Medizin.
Kelsch wurde zum 18. Oktober 1731 als Nachfolger von Johann Heinrich Müller ordentlicher Professor der Mathematik und Physik an der Altdorfer Universität. Die Philosophische Fakultät leitete er über vier Amtszeiten als Dekan. Zudem forschte er zu meteorologischen und astronomischen Erscheinungen. Nach seinem Tod übernahm Michael Adelbulner seine Professur.

## Werke (Auswahl)
- De utilitate studii matheseos in philosophia, Meyer, Altdorf 1720.
- Die vornehmsten und nützlichsten Aufgaben der Rechen-Kunst, Geometrie und Trigonometrie auf eine leichte Theorie gegründet, Frankfurt 1730.
- Dissertatio mathematica sistens duo problemata geometrica de triangulis, certa conditione intra parallelas construendis, Meyer, Altdorf 1731.
- De cultura artis experimentandi per scientiam physicam amplificanda et dirigenda, Meyer, Altdorf 1731.
- De utilitate methodi mathematicae in docenda iuventute, Koles, Altdorf 1735.
- De variis modis numerum enunciandi, Meyer, Altdorf 1738.
- De Entibvs Rationis In Geometria, Meyer, Altdorf 1738.